# Sticker art
 (décembre 2011).
Si vous disposez d'ouvrages ou d'articles de référence ou si vous connaissez des sites web de qualité traitant du thème abordé ici, merci de compléter l'article en donnant les références utiles à sa vérifiabilité et en les liant à la section « Notes et références ».

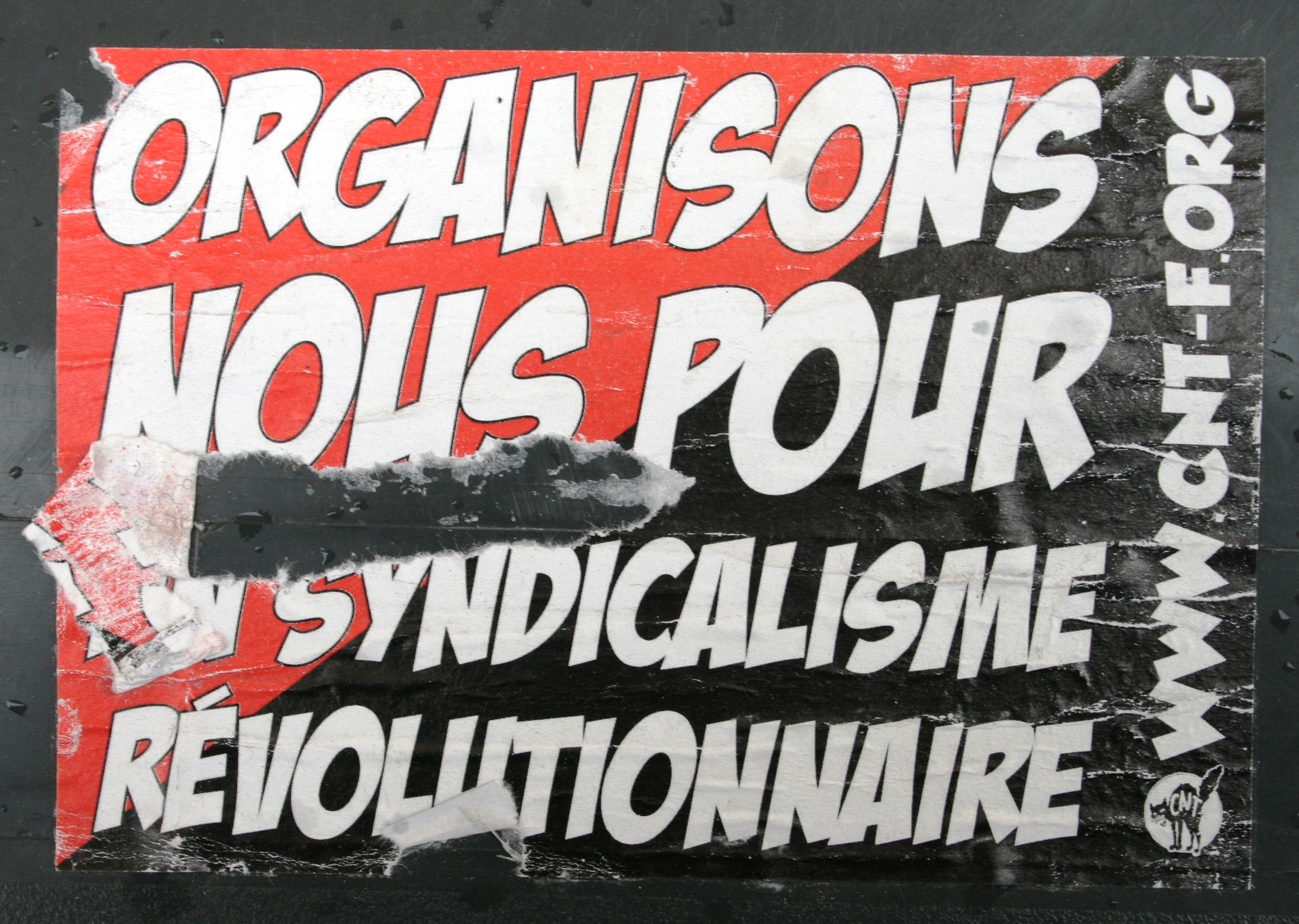
Sticker de la CNT à Bordeaux.

Le sticker art est une forme d'art urbain (ou street art) qui consiste à publier une image ou un message à l’aide d’autocollants (stickers en anglais) apposés dans l’espace public. Ces stickers peuvent être le support de graffitis, d’un logotype ou d’un dessin. Le sticker art est considéré comme une catégorie de l’art post-graffiti.
Cette forme d’expression artistique permet aux tagueurs de poser leurs tags ou graffs instantanément n’importe où, avec un risque beaucoup plus faible de se faire arrêter et des dégâts moins importants sur la surface visée qu’avec d’autres formes de street art, peinture et encre en particulier.

## Repères historiques
Les premiers à avoir utilisé les autocollants comme moyen d'expression et de communication sont les militants politiques, en particulier d'extrême gauche. Plus rapide et plus facile à coller qu'une affiche, le sticker permet surtout d'envahir des supports différents.
Le premier sticker art au monde est généralement considéré "Obey Giant" (USA) de Shepard Fairey (1989); le deuxième, et premier en Europe, est le projet i Sauri,, à partir de 1993 dans plusieurs villes d'Italie et de France.

Un concept différent, mais partiellement attribuable à la sticker art, est celui du « Free sticker catalogue » de Piermario Ciani (1991), qui a distribué un album d'autocollants dans les circuits artistiques, invitant les collègues à les « intégrer dans leurs œuvres »,.
Au cours des années 2000, plusieurs writers se sont emparés de ce médium.
Depuis la fin de cette décennie, les supporters de clubs de football se livrent une guerre de notoriété via les stickers apposés dans les rues de la ville dont ils encouragent l'équipe, mais également dans celles qu'ils visitent à l'occasion de déplacements sportifs.

## Utilisation

### Types de stickers
Différents types de stickers sont utilisés. Les plus sophistiqués sont le fruit d’un travail graphique et imprimés sur un support en vinyle auprès de sociétés qui produisent des autocollants publicitaires. Lorsque les stickers sont réalisés par des tagueurs, ils sont plus fréquemment en simple papier. La plupart d’entre eux utilisent des autocollants bon marché voire gratuits, récupérés auprès d’établissements postaux par exemple. Les stickers « Hello my name is » (« Bonjour, mon nom est »), qui servaient à l'origine pour se présenter lors de colloques aux États-Unis, sont fréquemment utilisés dans ce cadre.

### Supports

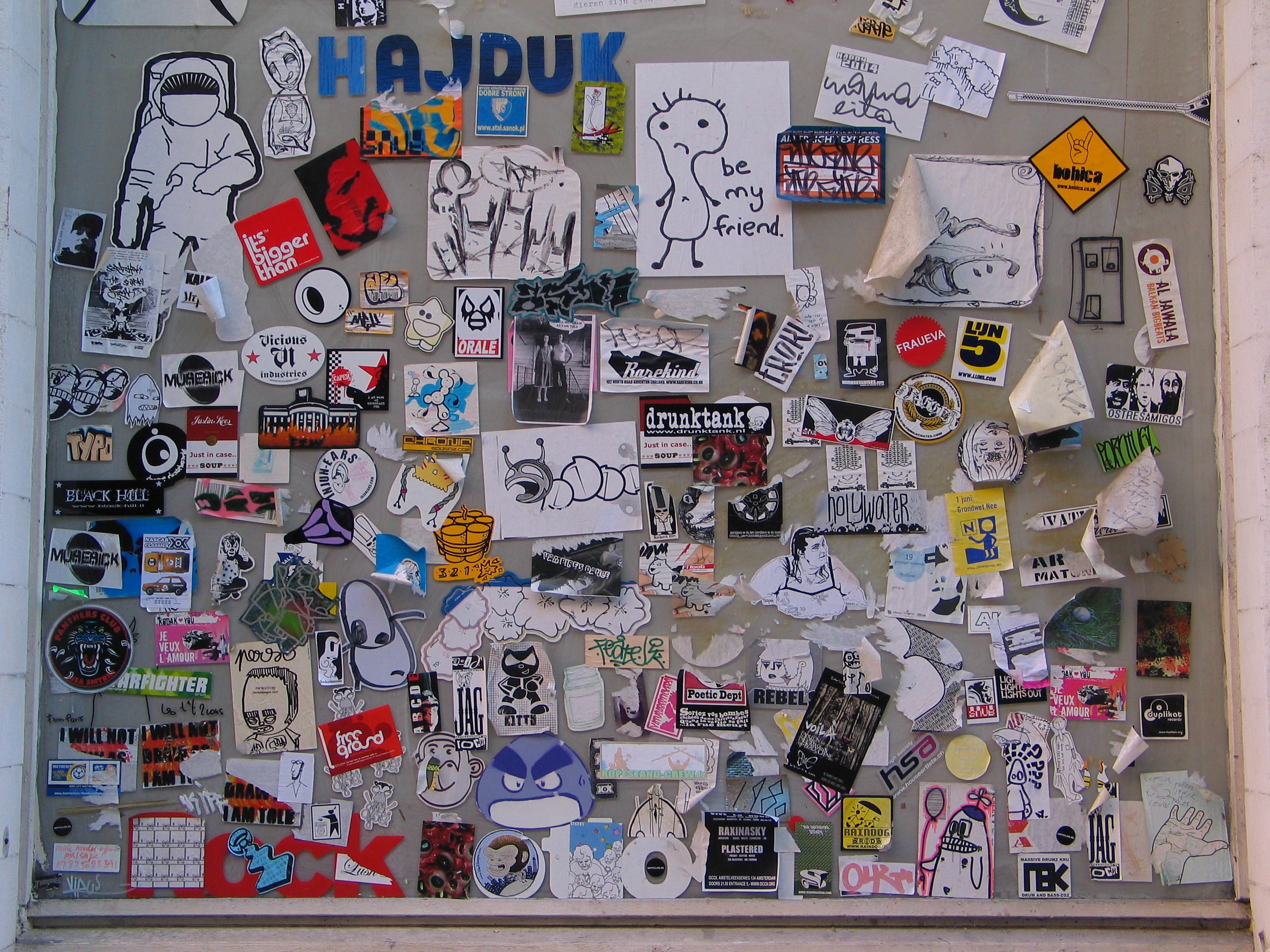
Vitre couverte de stickers à Amsterdam : Orale, TLP (The London Police), Typo, etc.

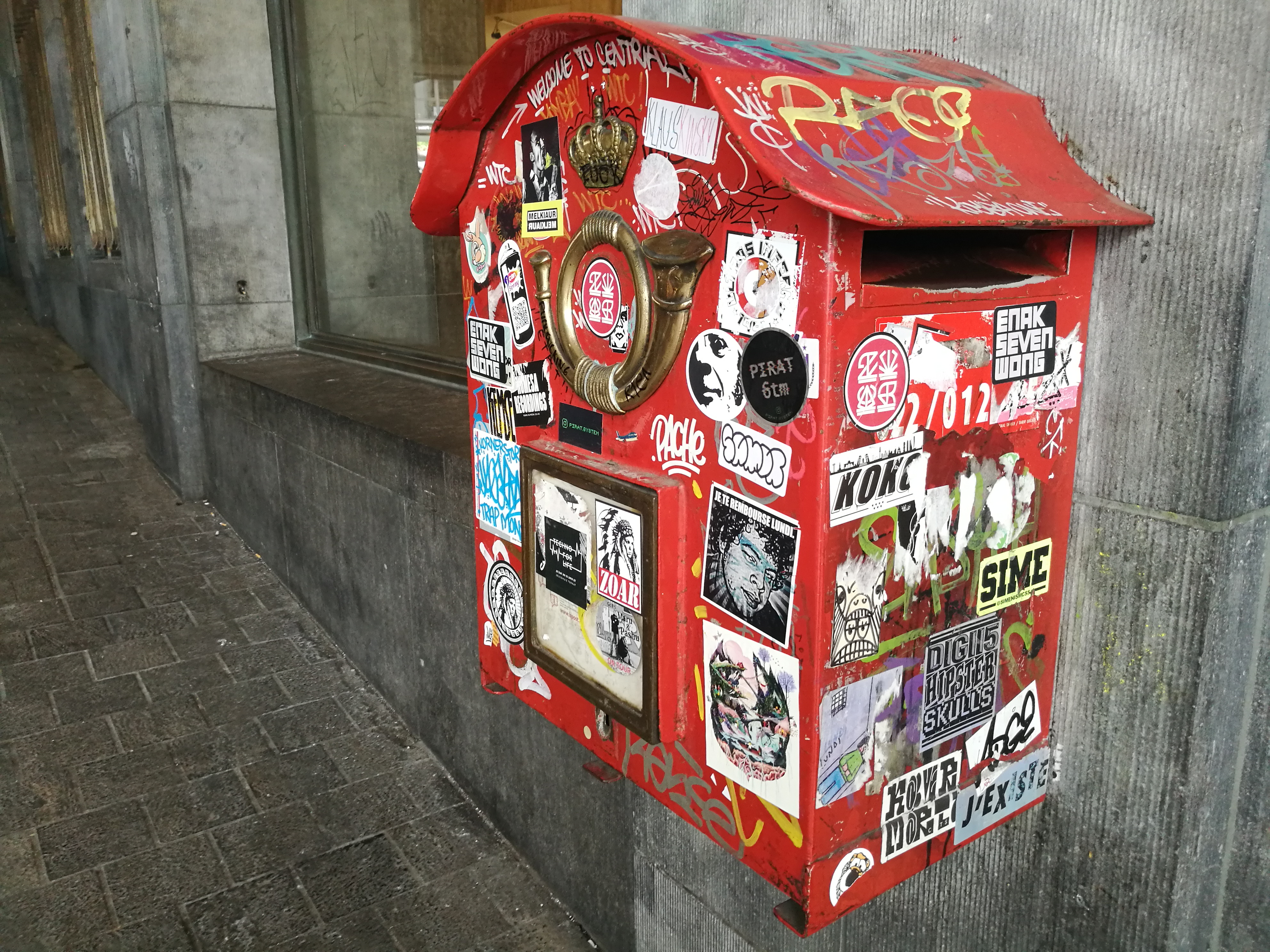
Boite aux lettres couverte de stickers à Bruxelles.

Les supports sont multiples, l'enjeu étant qu'ils soient à fois le plus lisse possible, afin d'obtenir la meilleure adhérence possible, et le plus « public » possible afin de ne pas être enlevés par un propriétaire ou par les services de nettoyage. Néanmoins, certains propriétaires, de mobylettes par exemple, tolèrent que leur bien soit couvert de stickers.
Le sticker appelle le sticker. Ainsi, gouttières, arrières de panneaux de signalisation, poteaux en tous genres sont peu à peu recouverts de stickers dans les grandes villes européennes. Selon les politiques de nettoyage mises en œuvre par les municipalités, les supports sur lesquels les artistes collent diffèrent d'une ville à l'autre. Ainsi, selon les villes, les feux de signalisation sont, par exemple, régulièrement grattés ou non.

### Développements parallèles
Dans une optique qui tient plus de l'art urbain que du street art (au sens étymologique du terme), ces dernières années ont vu apparaître de nouvelles formes de stickers : dessins ou gravures sur papier, de taille très variable (du feuillet de format équivalent au A5 aux bandes de papier, façon fresque), collés (à la façon du papier peint, et non pré-encollés comme le sont les stickers) sur des pans de mur ou sur des façades.
Qualifié de « collage urbain » (en anglais on trouve l'expression street poster art), ce mode d'expression mural fait appel à des images réalisées sur des posters ou imprimées sur du papier léger, et qui sont ensuite collées sur des pans de murs ou sur des édifices. Paella Chimicos, avec des images sérigraphiées, et JR, avec des impressions photographiques, sont deux représentants de cette tendance de l'art urbain.

## Artistes
Les relations entre le graffiti et le sticker art sont étroites. Certains pratiquent les deux ou passent de l'un à l'autre (Zadyme, 9.10do à Paris, par exemple), mais c'est surtout la dimension commune de l'intervention et de la signature dans le milieu urbain qui les lie.
À l'image des tagueurs, certains sticker artists se livrent une compétition, la plupart du temps plus bon enfant que les rapports qui peuvent parfois exister dans le graffiti. Il s'agit d'occuper le meilleur spot, d'être le plus haut sur une gouttière, de varier ses stickers, de voyager le plus, etc.
Le sticker art emprunte aussi au graffiti l'organisation en crews[réf. nécessaire] de certains artistes.

### Quelques noms
- S/75 : Akso, Phot, Flytox, Deace, JB, Dubwise, GLC, York, René1, Koleo, L'Œil, etc.
  - Hors crew : 3615, R2Rien, Fint, Oliv, Léo & Pipo

- - Provinciaux : I love TP[10], Salcön[11]
  - Étranger : Freaq (NL)[12]

## Dispositions légales
En France, le fait de poser des stickers sur la voie publique est assimilé à de l'affichage sauvage. Cette activité est donc illégale.